# Mediatizzazione
Il termine mediatizzazione indica la perdita dell'immediatezza imperiale, cioè della effettiva sovranità degli stati che componevano il Sacro Romano Impero, in particolare alcuni principi, conti e le città imperiali, villaggi e valli imperiali, abbazie imperiali. La mediatizzazione implicava pertanto che queste istituzioni non fossero più vassalle dirette dell'imperatore, ma di un principe (il quale, a sua volta, si trovava in rapporto di vassallaggio mediato con l'imperatore).

## Storia della mediatizzazione germanica
Questo fenomeno comincia a delinearsi nel XII - XIII secolo, accentuandosi nel corso dei secoli, e giunge al suo compimento nel 1803 con il Reichsdeputationshauptschluss, l'organo deliberante con il quale, nell'ambito del risarcimento delle perdite territoriali subite dalle varie signorie germaniche in seguito alle guerre napoleoniche, si stabilì la secolarizzazione dei beni ecclesiastici e, appunto, l'assorbimento da parte dei principati maggiori di un gran numero di territori sino ad allora dipendenti unicamente dall'imperatore (i cosiddetti stati immediati). Delle 51 città libere dell'Impero, 45 vennero "mediatizzate" ed inglobate nei principati confinanti. Solamente Augusta, Norimberga, Francoforte, Brema, Amburgo e Lubecca mantennero il proprio status, anche se videro ridotti i propri diritti. La fondazione della Confederazione del Reno comportò l'abolizione di quasi tutte le contee imperiali, lasciando ai sovrani di questi territori il loro rango e alcuni privilegi (per esempio nel campo della giurisdizione minore).
Da un punto di vista strettamente giuridico bisognerebbe considerare mediatizzate solo le famiglie che persero la loro parziale sovranità prima del 1806 poiché quelle che persero il loro potere in seguito (come nel caso del Casato di Arenberg sovrano dell'omonimo Ducato) erano pienamente sovrane (per quanto parte della Confederazione del Reno) e quindi avevano una sovranità non mediata dall'esistenza del Sacro Romano Impero.

## Secolarizzazione
Con il ristabilirsi del Sacro Romano Impero per opera della dinastia salica e sassone tra X e XI secolo, il sistema feudale venne radicalmente cambiato in Germania e Italia settentrionale in una vasta rete di piccoli staterelli, ognuno dei quali godeva di propri privilegi, titoli e autonomie. Per frenare in Germania la crescente decentralizzazione del potere centrale imperiale a favore delle autonomie locali con la crescita del fenomeno del feudalesimo, a molti vescovati, abbazie e conventi furono concessi e garantiti poteri secolari e i titoli nobiliari come quelli di principe, duca o conte vennero riconosciuti massicciamente dagli imperatori. La nomina delle investiture dei vescovi, pertanto, sfociò nella lotta per le investiture.
A seguito di queste riforme, quindi, anche vescovi e abati incominciarono a governare i loro possedimenti come veri e propri principi temporali, con l'aggiunta di godere inoltre delle prerogative ecclesiastiche, il che li rendeva molto potenti sotto diversi aspetti. La corruzione endemica e la decadenza che seguirono a questi atti furono tra le cause della riforma protestante nel corso del Cinquecento. La controriforma ristabilì l'importanza e la rilevanza del Principe-Vescovo, anche se dopo il riconoscimento del principio del "cuius regio, eius religio" confermato dopo il termine della Guerra dei Trent'anni con la Pace di Vestfalia, anche il principato vescovile divenne obsoleto e relegato ad aree specifiche e limitate anche nei suoi sovrani ecclesiastici nei poteri e nella loro influenza.
Dopo le vittorie sulle armate del Sacro Romano Impero e con la Pace di Lunéville, Napoleone Bonaparte si annetté tutte le terre dell'impero a ovest del fiume Reno. L'Imperatore venne ricompensato con la secolarizzazione di alcuni principati vescovili che mantennero formalmente la sola funzione della diocesi.
Gli stati ecclesiastici vennero solitamente annessi agli stati secolari confinanti: l'Arcivescovato di Ratisbona venne elevato a tale carica dopo l'annessione dell'Arcivescovato di Magonza e così le terre dei Cavalieri Teutonici e dei Cavalieri Ospitalieri. Addirittura, prima il Principato arcivescovile di Salisburgo e poi il Vescovato di Würzburg vennero secolarizzati come Granducati e divennero Principati Elettorali.
I monasteri e le abbazie persero in molti casi il loro scopo di esistenza e vennero in gran parte chiuse o abbandonate o divennero signorie secolari concesse in compensazione ai conti sovrani spossessati dello loro terre annesse dalla Francia.

### Stati secolarizzati
| Vescovati e Arcivescovati | Abbazie, conventi e prevosture | Abbazie, conventi e prevosture |
| --- | --- | --- |
| - Principato Vescovile di Augusta - Principato Arcivescovile di Bamberga - Principato Vescovile di Basilea - Principato Vescovile di Bressanone - Principato Vescovile di Coira - Principato Arcivescovile di Colonia - Principato Vescovile di Costanza - Principato Vescovile di Eichstätt - Principato Arcivescovile di Frisinga - Principato Vescovile di Hildesheim - Principato Vescovile di Liegi - Principato Vescovile di Lubecca - Principato Arcivescovile di Magonza - Principato Vescovile di Münster - Principato Vescovile di Osnabrück - Principato Vescovile di Paderborn - Principato Vescovile di Passavia - Principato Vescovile di Ratisbona - Principato Arcivescovile di Salisburgo - Principato Vescovile di Spira - Principato Vescovile di Strasburgo - Principato Vescovile di Trento - Principato Arcivescovile di Treviri - Principato Vescovile di Worms - Principato Vescovile di Würzburg | - Abbazia di Baindt - Prepositura di Berchtesgaden - Abbazia di Beuron - Abbazia di Buchau - Abbazia di Corvey - Abbazia di Elchingen - Abbazia di Ellwangen - Abbazia di Essen - Abbazia di Fulda - Abbazia di Gutenzell - Abbazia di Heggbach - Abbazia di Heiligkreuzthal - Abbazia di Herford - Abbazia di Kaisheim (Kaisersheim) - Abbazia di Kempten - Abbazia di Marchtal - Abbazia di Niedermünster - Abbazia di Neresheim - Abbazia di Ochsenhausen - Abbazia di Obermünster - Abbazia di Petershausen | - Abbazia di Quedlinburg - Abbazia di Roth - Abbazia di Rottenmünster - Abbazia di Salem (Salmansweiler) - Abbazia di Schöntal - Abbazia di Schussenried - Abbazia di Söflingen - Abbazia di Sorlingen - Abbazia di Malmedy e Stablo - Abbazia di San Biagio nella Foresta Nera - Abbazia di Kornelimünster - Abbazia di Sankt Emmeram - Abbazia di San Gallo - Abbazia di Thorn - Abbazia di Weingarten - Abbazia di Weissenau - Abbazia di Werden - Abbazia di Sankt Ludger - Abbazia di Wiblingen - Abbazia di Zwiefalten |

## Mediatizzazione
Assieme agli stati ecclesiastici, anche un gran numero di piccoli stati tedeschi scomparvero dopo la guerra dei trent'anni, consentendo nell'area germanica la sopravvivenza di solo 300 stati riconosciuti sovrani immediati con diritto di voto al Reichstag e una miriade di piccole signorie che sopravvissero sino all'epoca napoleonica. La sconfitta della prima coalizione antifrancese ebbe come risultato la secolarizzazione degli stati ecclesiastici e la mediatizzazione di numerose sovranità con l'annessione alla Francia delle terre a ovest del Reno. Nel 1803, gran parte delle libere città della Germania, patrimonio quasi millenario dell'impero, scomparvero inglobate da stati maggiori. Il 12 giugno 1806, Napoleone stabilì la fondazione della Confederazione del Reno per assicurare i confini a est dei domini francesi in Germania. Il 6 agosto 1806 l'Imperatore Francesco II abolì ufficialmente il Sacro Romano Impero, preoccupandosi però nel contempo di rafforzare i grandi stati tedeschi consentendo loro l'annessione di alcuni stati minori.
Dopo la Battaglia di Waterloo e l'esilio di Napoleone a Sant'Elena, il Congresso di Vienna si preoccupò con le potenze vincitrici di ristabilire gli antichi confini dell'Europa. Venne deciso in quella occasione che gli stati mediatizzati non sarebbero stati ricostituiti, ma che tali territori sarebbero rimasti a vantaggio di coloro che li avevano ottenuti.
Anche in questo caso, come per gli stati ecclesiastici, l'annessione era venuta per gli stati vicini.
Nel caso dei sovrani che avevano perso la loro sovranità sopra i propri territori, venne stabilito che questi godessero automaticamente dei titoli e rango egualitario ai sovrani effettivamente regnanti, anche se era di fatto una posizione puramente onorifica in quanto molti di questi ex-principi non ottennero questa possibilità. La nuova Confederazione Germanica con le Dieta del 1824 e del 1829 riconobbe a questi nobili i titoli di "Altezza Serenissima" (Durchlaucht) per i principi e di "Conte Illustrissimo" (Erlaucht) per i conti già regnanti.

### Monarchie mediatizzate
- Anhalt-Bernburg-Schaumburg-Hoym: Principe di Anhalt-Bernburg-Hoym 1806
- Arenberg: Principe di Arenberg 1810
- Aspremont-Lynden: Conte di Aspremont-Lynden 1806
- Auersperg: Principe di Auersperg 1806
- Bentheim: Conte di Bentheim-Bentheim e Steinfurt 1806; Conte di Bentheim-Tecklenburg-Rheda 1806
- Bentinck: Barone di Bentinck 1807
- Boyneburg-Bömelberg: Barone di Boyneburg-Bömelberg 1806
- Castell: Conte di Castell-Castell 1806; Conte di Castell-Rüdenhausen 1806
- Colloredo: Principe di Colloredo-Mansfeld 1806
- Croÿ: Principe di Croÿ-Dulmen 1806
- Dietrichstein: Principe di Dietrichstein 1806
- Erbach: Conte di Erbach-Erbach 1806; Count of Erbach-Fürstenau 1806; Principe di Erbach-Schönberg 1806
- Esterházy de Galántha: Principe di Esterházy 1806
- Fugger: Principe di Fugger-Babenhausen 1806; Conte di Fugger-Glött 1806; Conte di Fugger-Kirchberg-Weissenhorn 1806; Conte di Fugger-Kirchheim 1806; Conte di Fugger-Nordendorf 1806
- Fürstenberg: Principe di Fürstenberg-Pürglitz 1806
- Giech: Conte di Giech 1806
- Grävenitz: Conte di Grävenitz 1806
- Harrach: Conte di Harrach zu Thannhausen 1806
- Hesse:  Elettore d'Assia-Kassel 1807;  Langravio d'Assia-Homburg 1806
- Hohenlohe: Principe di Hohenlohe-Bartenstein 1806; Principe di Hohenlohe-Ingelfingen 1806; Principe di Hohenlohe-Jagstberg 1806; Conte di Hohenlohe-Kirchberg 1806; Principe di Hohenlohe-Langenburg 1806; Conte di Hohenlohe-Waldenburg-Schillingsfürst 1806
- Isenburg: Principe di Isenburg 1814; Conte di Isenburg-Büdingen 1806; Conte di Isenburg-Meerholz 1806; Conte di Isenburg-Wächtersbach 1806
- Kaunitz-Rietberg: Principe di Kaunitz-Rietberg 1806 (vedi anche Contea di Rietberg e Kaunitz)
- Khevenhüller-Metsch: Principe di Khevenhüller-Metsch 1806
- Königsegg: Conte di Königsegg-Aulendorf 1806
- Küfstein: Conte di Küfstein-Greillenstein 1806
- Leiningen: Principe di Leiningen 1806; Count of Leiningen-Alt-Westerburg 1806; Conte di Leiningen-Billigheim 1806; Conte di Leiningen-Neudenau; 1806 Conte di Leiningen-Neu-Westerburg 1806
- Leyen: Principe di Leyen 1814
- Limburg-Styrum: Conte di Limburg-Styrum-Borkelö 1806; Conte di Limburg-Styrum-Bronchhorst 1806
- Lobkowicz: Principe di Lobkowicz 1806
- Löwenstein-Wertheim: Conte di Löwenstein-Wertheim-Freudenberg 1806; Principe di Löwenstein-Wertheim-Rosenberg 1806
- Looz und Corswarem: Duca di Looz-Corswarem 1806
- Metternich: Principe di Metternich 1806
- Neipperg: Conte di Neipperg 1806
- Nesselrode: Conte di Nesselrode 1806
- Orsini und Rosenberg: Principe di Orsini-Rosenberg 1806
- Ortenburg: Conte di Ortenburg-Neuortenburg 1806
- Ostein: Conte di Ostein 1806
- Oettingen: Principe di Oettingen-Oettingen 1806; Prince of Oettingen-Spielberg 1806
- Pappenheim: Conte di Pappenheim 1806
- Platen-Hallermund: Conte di Platen-Hallermund 1806
- Plettenberg: Conte di Plettenberg-Wittem 1806
- Pückler und Limpurg: Conte di Pückler und Limpurg 1806
- Quadt: Conte di Quadt-Isny 1806
- Rechberg und Rothenlöwen: Conte di Rechberg und Rothenlöwen 1806
- Rechteren-Limpurg: Conte di Rechteren 1806
- Salm: Wild- e Rhinegravio di Salm-Horstmar 1806; Principe di Salm-Kyrburg 1810; Conte di Salm-Reifferscheid-Dyck 1806; Conte di Salm-Reifferscheid-Hainsbach 1806; Principe di Salm-Reifferscheid-Krautheim 1806; Principe di Salm-Salm 1810
- Sayn-Wittgenstein: Principe di Sayn-Wittgenstein-Berleburg 1806; Principe di Sayn-Wittgenstein-Hohnstein 1806
- Schäsberg: Conte di Schäsberg-Thannheim 1806
- Schlitz genannt von Görtz: Conte di Schlitz genannt von Görtz 1806
- Schönborn: Conte di Schönborn-Wiesentheid 1806
- Schönburg: Conte di Schönburg-Penig-Vorderglauchau-Wechselburg 1806; Conte di Schönburg-Rochsburg-Hinterglauchau 1806; Principe di Schönburg-Waldenburg 1806
- Schwarzenberg: Principe di Schwarzenberg 1806
- Sickingen: Conte di Sickingen 1806
- Sinzendorf: Principe di Sinzendorf 1806
- Solms: Conte di Solms-Baruth 1806; Principe di Solms-Braunfels 1806; Principe di Solms-Hohensolms-Lich 1806; Conte di Solms-Laubach 1806; Conte di Solms-Rödelheim-Assenheim 1806; Conte di Solms-Rödelheim und Assenheim 1806; Conte di Solms-Wildenfels 1806
- Stadion:  Conte di Stadion-Thannhausen 1806;  Conte di Stadion-Warthausen 1806
- Starhemberg: Principe di Starhemberg 1806
- Sternberg-Manderscheid: Contessa di Sternberg-Manderscheid 1806
- Stolberg:  Conte di Stolberg-Rossla 1806;  Conte di Stolberg-Stolberg 1806;  Conte di Stolberg-Wernigerode 1809
- Thurn und Taxis: Principe di Thurn und Taxis 1806
- Törring: Conte di Törring-Jettenbach 1806
- Trauttmansdorff-Weinsberg: Principe di Trauttmansdorff 1806
- Waldbott von Bassenheim: Conte di Waldbott von Bassenheim 1806
- Waldburg: Principe di Waldburg-Waldsee 1806; Prince of Waldburg-Wurzach 1806; Principe di Waldburg-Zeil 1806
- Waldeck: Conte e Contessa di Waldeck-Limpurg 1806
- Wallmoden: Conte di Wallmoden-Gimborn 1806
- Wartenberg: Conte di Wartenberg-Roth 1806
- Wied: Principe di Wied-Neuwied 1806; Prince of Wied-Runkel 1806
- Windisch-Grätz: Principe di Windisch-Grätz Linea vecchia 1806
- Wurmbrand-Stuppach: Conte di Wurmbrand-Stuppach 1806

Le case dei conti Ostein, Sinzendorf e Wartenberg si estinsero dopo la mediatizzazione, ma prima del 1830, e perciò non vengono contate tra gli stati mediatizzati. Per diverse ragioni, Aspremont-Lynden, Bentinck, Bretzenheim, Limburg-Styrum e Waldeck-Limpurg non vengono talvolta incluse. L'Assia-Homburg non venne mai considerato uno stato sovrano dalla casata di Assia-Darmstadt e giuridicamente non venne mediatizzata; l'Assia-Kassel venne annessa direttamente al Regno di Vestfalia, ma successivamente ebbe restaurata la propria sovranità fino al 1866. Schönburg passò all'Elettorato di Sassonia nel XVIII secolo e successivamente venne mediatizzata per insistenza degli elettori stessi.

### Città libere e imperiali abolite
| - Aquisgrana - Aalen - Augusta - Biberach an der Riß - Bopfingen - Buchau - Buchhorn (Friedrichshafen) - Colonia - Dinkelsbühl - Dortmund - Esslingen am Neckar - Francoforte - Friedberg - Gengenbach - Giengen - Goslar | - Heilbronn - Isny im Allgäu - Kaufbeuren - Kempten im Allgäu - Leutkirch im Allgäu - Lindau - Memmingen - Mühlhausen - Nordhausen - Nördlingen - Norimberga - Offenburg - Pfullendorf - Ravensburg - Ratisbona - Reutlingen | - Rothenburg ob der Tauber - Rottweil - Schwäbisch Gmünd - Schwäbisch Hall - Schweinfurt - Spira - Überlingen - Ulma - Wangen im Allgäu - Weil - Weißenburg - Wetzlar - Wimpfen - Windsheim - Worms - Zell am Harmersbach |

Molti di questi stati dal 1806 passarono a far parte della Confederazione del Reno. Gli ultimi a essere mediatizzati furono il Ducato di Arenberg (annesso alla Francia nel 1810, e non ristabilito nel 1814), i principati di Isenburg e di Leyen (mediatizzati nel 1814 dal Congresso di Vienna), quelli di Salm (i cui stati sopravvissero dal 1811 al 1813); e infine quello degli Stolberg (annesso alla Prussia nel 1815).
Tra il 1810 ed il 1814 vennero mediatizzati tutti gli altri stati creati direttamente da Napoleone in Germania. Questi includevano:
- Principato di Aschaffenburg 1810
- Granducato di Francoforte 1814
- Regno di Vestfalia 1813
- Granducato di Würzburg 1814

Le uniche città tedesche a non venire abolite nel 1803 furono:
- Augusta (abolita nel 1805)
- Brema
- Francoforte (abolita nel 1866)
- Amburgo
- Lubecca (abolita nel 1937)
- Norimberga (abolita nel 1806)

Per alcuni studiosi di diritto è tuttavia, come già detto all'interno della voce, non corretto parlare di mediatizzazione per gli Stati e le città che persero la sovranità dopo il 1806 proprio perché non esisteva più il Sacro Romano Impero e quindi il concetto di sovranità "mediata" da esso. Essi, per quanto parti della Confederazione del Reno, erano dotati di sovranità nel senso moderno e attuale del termine.